# Araneus psittacinus
Araneus psittacinus là một loài nhện trong họ Araneidae.
Loài này thuộc chi Araneus. Araneus psittacinus được Eugen von Keyserling miêu tả năm 1887.